# Wolvega
Wolvega (Stellingwerfs: Wolvege, ['ʋʊlvəɣə] Fries: Wolvegea, ['volvəɡɪ.ə]) is sinds 1835 de hoofdplaats van de gemeente Weststellingwerf in de Nederlandse provincie Friesland. Vanaf 1812 was Wolvega een aantal jaar een zelfstandige gemeente, maar op 1 oktober 1816 werd de gemeente van voor 1812 weer in ere hersteld. Met 13.355 inwoners (1 januari 2023, bron: CBS) is het veruit de grootste plaats van de gemeente en de Stellingwerven. Wolvega is gelegen aan de Schipsloot nabij de rivieren Linde (Lende) en Tjonger (Kuinder) en grenst aan de door It Fryske Gea beheerde natuurgebieden de Lindevallei en Wolvega-Zuid.

## Historie

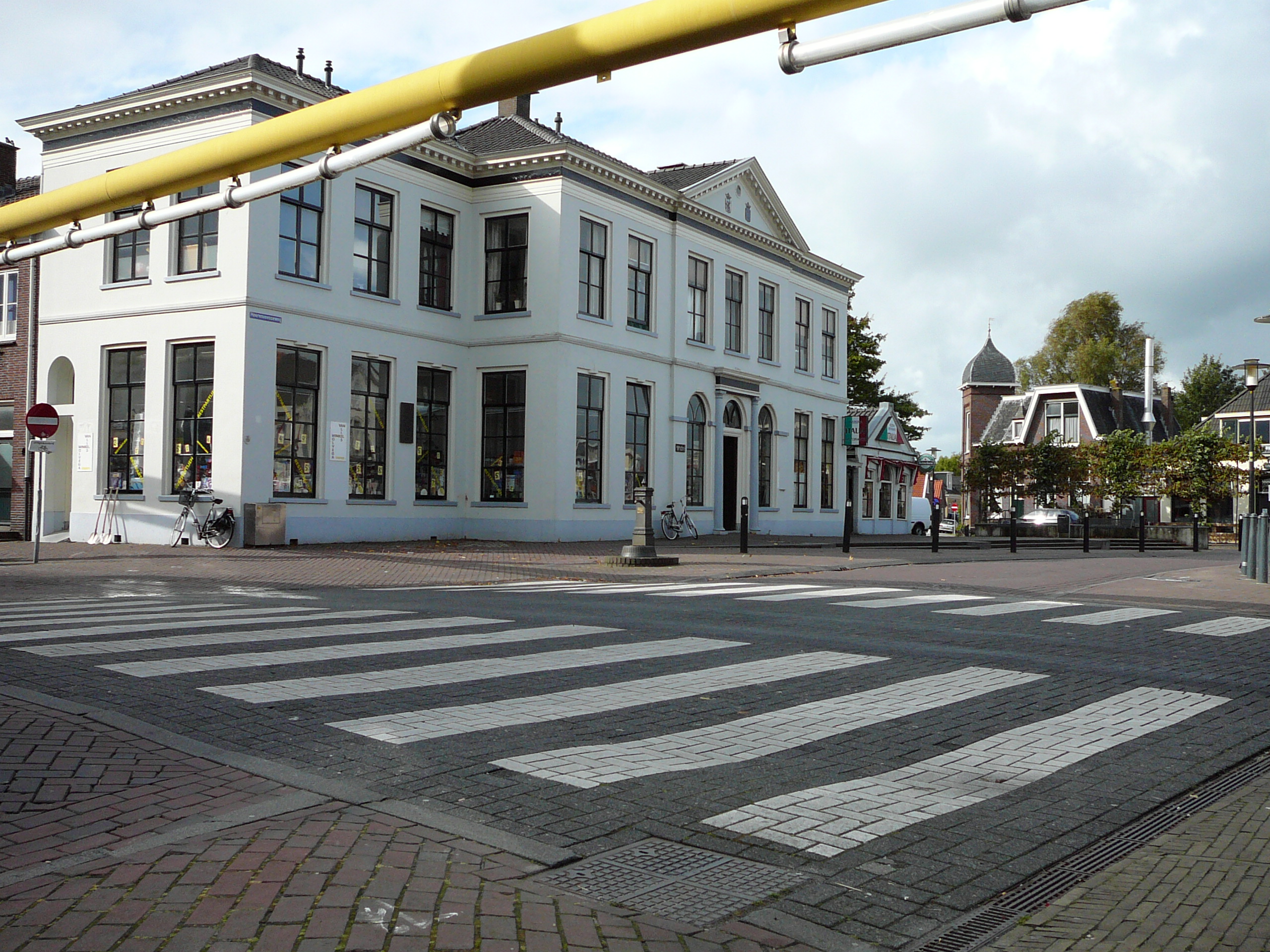
Het oude Grietenijhuis van Weststellingwerf. Ooit op het kruispunt van de drukste wegen, nu aan het 'Centrumplein'. Het 'stiekelstok' (lichtbalk) en het zebrapad zijn in 2011 bij de reconstructie van de Heerenveenseweg verwijderd. De Heerenveenseweg is nu een doodlopende weg.

Wolvega is oorspronkelijk een streekdorp. De oudste bron waarin het dorp genoemd is, stamt uit 1218. In die tijd droeg het dorp nog de naam Wolwagham, althans zo is het in de Gesta Fresonum opgegeven.
In de niet-Friese verslagen van de Vijfde Kruistocht wordt als enige Fries Hayo van Wolvega genoemd. Volgens deze verslagen was hij een ridder die bij het beleg van de Egyptische havenstad Damiate de vijandelijke vaandeldrager neersloeg met een dorsvlegel. Volgens het Jaarboek voor Middeleeuwse Geschiedenis (2002) lukte het Hayo om de banier van de sultan te pakken te krijgen. Het is niet met zekerheid te zeggen of Hayo echt bestaan heeft. In het gemeentehuis van Weststellingwerf is hij afgebeeld op een glas in loodraam.
Begin negentiende eeuw werd Wolvega vooral bewoond door de arbeidersklasse die met name in de akkerbouw en veeteelt werkzaam was. Toen telde het dorp zo'n 1270 inwoners. De armeren verdienden aan de hoeveelheid hakhout in de omgeving van Wolvega.
In de negentiende eeuw ontwikkelde het dorp zich tot een belangrijke kern. Voorname oorzaak was de aanleg van de rijksstraatweg tussen Leeuwarden en Zwolle in de jaren twintig van de 19e eeuw. Deze weg kruiste in het dorp een belangrijke oost-westverbinding. Op het kruispunt van beide wegen werd in 1835 het grietenijhuis geopend. Hiermee werd Wolvega definitief de hoofdplaats van de gemeente Weststellingwerf. Het grietenijhuis, later gemeentehuis, bevat nu een restaurant.
Ook opening van Staatsspoorlijn A tussen Arnhem, Zwolle en Leeuwarden in 1868 droeg bij aan de ontwikkeling van het dorp. Het stationsgebouw uit 1865 bestaat ondanks een jarenlang dreigende sloop nog altijd en is in 1991 geheel gerenoveerd. Behalve langs de oude wegen breidde de bebouwing zich nu ook meer geconcentreerd rond het centrum uit. In 1839 werd de publieke wandelplaats De Nieuwe Aanleg als werkverschaffingsproject gerealiseerd. Het park werd ontworpen door de tuinarchitect Lucas Pieters Roodbaard. Daarnaast kenden ook de verschillende buitenhuizen grote parkachtige tuinen. Hiervan zijn nog enkele kleine gedeeltes bewaard gebleven, soms slechts in de vorm van wat oude bomen.
Sinds 1888 bepaalt korenmolen Windlust het beeld van het dorp. Deze molen is met een vlucht van ruim 27 meter de hoogste in Friesland. In de molen wordt nog altijd (demonstratief) koren gemalen. Vanaf 1954 was hier de Oudheidkamer Weststellingwerf gevestigd, in 2009 is deze verhuisd naar een voormalige burgemeesterswoning, Hoofdstraat Oost 52, bij het Griffioenpark.
Sinds begin 20ste eeuw had Wolvega een belangrijke varkensmarkt, een van de grootste van Nederland. Na de Tweede Wereldoorlog zakte de handel echter in, en in de jaren '60 werd de markt gesloten.

## Verklaring naam
Over het laatste deel van de naam is geen onenigheid: ga is een oud woord voor streek of landschap. Het eerste deel van de naam heeft een onzekere herkomst en is misschien afgeleid van een persoonsnaam met de betekenis "sterk als een wolf". In het gebied kwamen rond de Gouden Eeuw veel wolven voor en er werden wolvenjachten gehouden. Uit de archieven van het grietenijhuis in Wolvega is gebleken dat er aan het begin van de 18e eeuw nog wolven en wilde varkens in de omgeving aanwezig waren, al was de populatie wolven in 1712 vrijwel uitgeroeid. Er wordt daarom wel verondersteld dat het geheel staat voor streek van wolven. Bronnen geven echter een andere afleiding. In 1320 wordt de plaats vermeld als Wleugho, wat landstreek van Winiwald of Wimila kan betekenen. Verder zijn achtereenvolgens de vormen Wolvegae, Wobego, Vuluega, Wuluego en Woluega vastgelegd. Wolwegae komt tot in het begin van de 17e eeuw regelmatig voor, maar vanaf dan wordt Wolvega de enige vorm.

## Architectuur

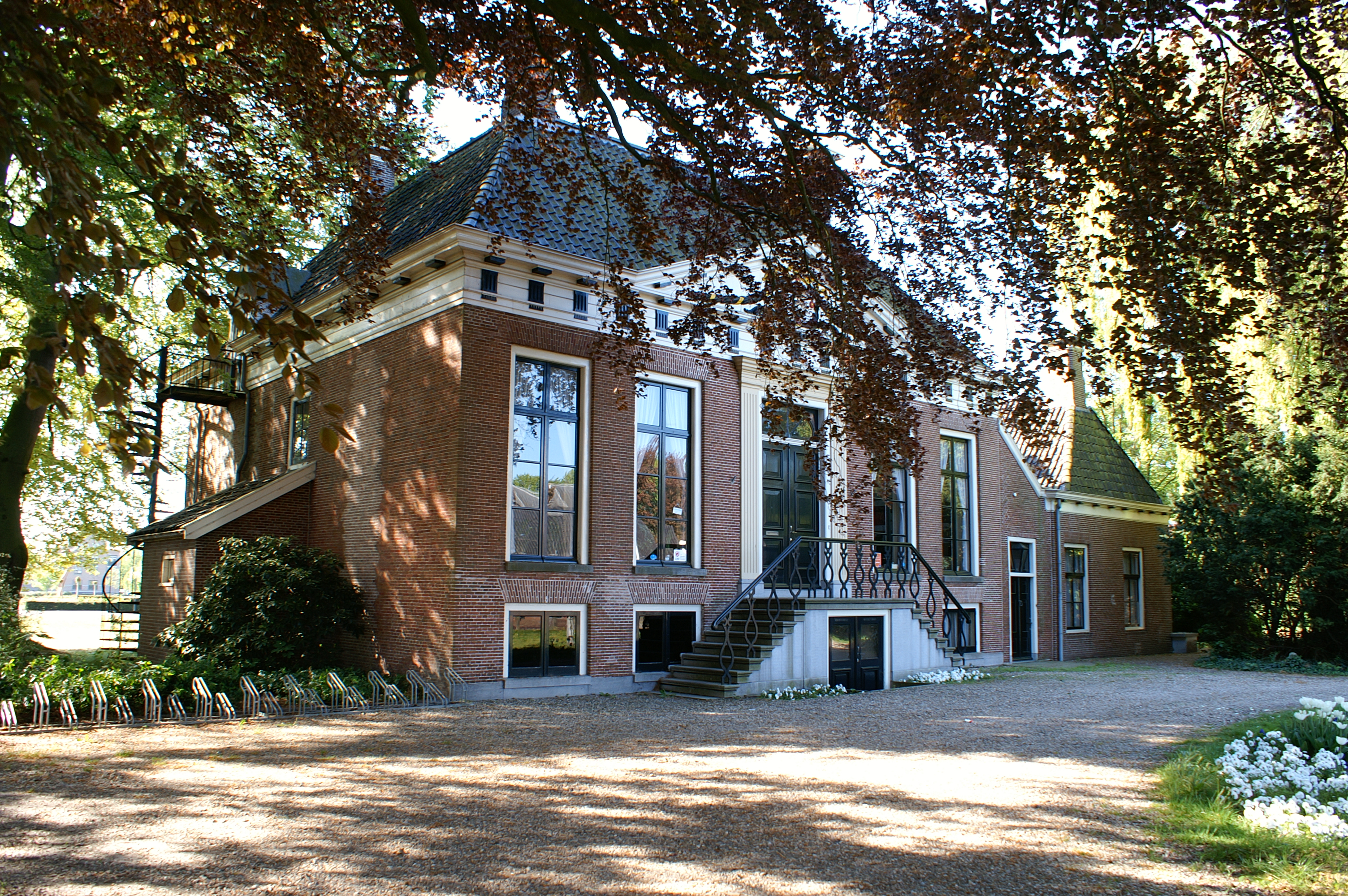
Huize Lindenoord

Het enige buitenhuis dat nu nog in Wolvega staat, is Huize Lindenoord. Hier heeft onder andere de beroemde grietman Willem van Haren gewoond. Hij was de eerste Van Haren die in opvolging 122 jaar grietman waren. Willem van Haren was grietman van Weststellingwerf tussen 1688 en 1711. Zijn kleinzoon Onno Zwier van Haren was tussen 1742 en 1779 naast onder andere adviseur van Stadhouder Willem IV ook grietman van Weststellingwerf. Na een brand in 1776 liet hij het huis tussen 1776 en 1779 herbouwen in Lodewijk XVI-stijl. Vanaf 2024 is het gebouw in handen van topkok Jan Smink die zijn sterrenrestaurant Smink, na een uitgebreide verbouwing van het pand, ernaartoe verhuist .
Een ander bekende stins van Wolvega was de Lycklama state. Deze stond ten oosten van Wolvega en werd gebouwd door grietman Rinco van Lycklama à Nijeholt. Echter in 1736 was het in een zo vervallen staat dat het werd afgebroken.

## Religie
Het oudste kerkgebouw van Wolvega is de Kerk op de Hoogte, de protestantse kerk (PKN). Deze werd in 1646 gebouwd na verwoesting van de oorspronkelijke kerk, deels met hergebruik van oude muurgedeelten. Onder de kerk is een grafkelder aanwezig waar veel leden van de familie Van Haren liggen. Volgens de overlevering komt de bruinhouten preekstoel van de kerk uit de tijd van de oorlog tegen Holland in verbond met Frankrijk in de zeventiende eeuw. In 1808 werd de oude torenspits vervangen door een houten koepel. Maar ook deze werd bouwvallig en is in 1842 vervangen door een andere spits.
Aan de andere zijde van de spoorlijn staat de rooms-katholieke Sint-Franciscuskerk uit 1939. Bouwmeester Pierre Cuypers jr. handhaafde de toren van het vorige gebouw, een ontwerp uit 1914 van architect Wolter te Riele, dat te klein was gebleken. Deze verving een godshuis uit 1861, de eerste katholieke kerk na de reformatie.
Andere kerken in Wolvega zijn onder andere de Gereformeerde Kerk, Vrij Gereformeerde Kerk, de Doopsgezinde Kerk en de evangelische kerk (opgericht in 2006) Gemeente de Toevlucht.

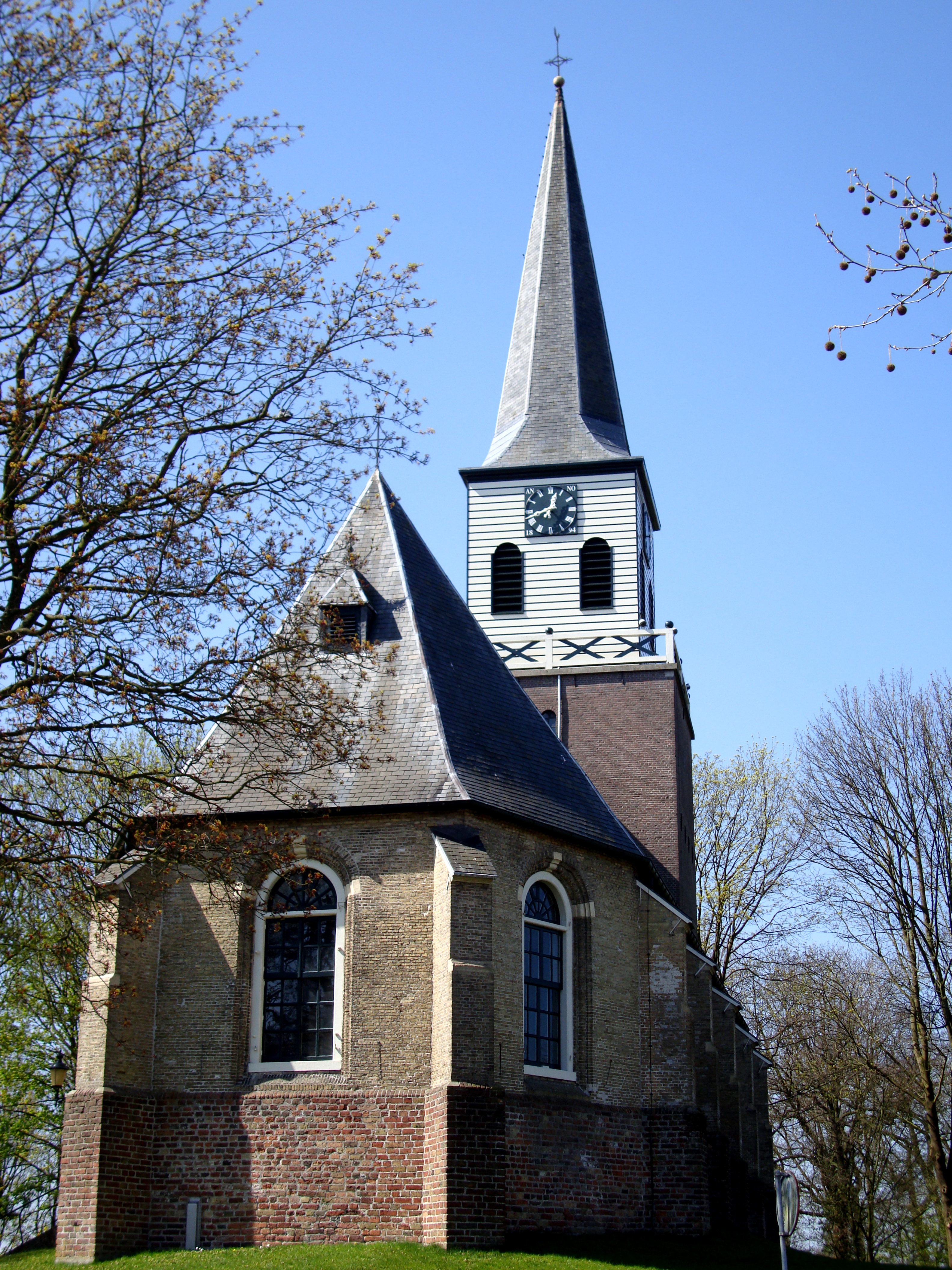
Kerk op de Hoogte
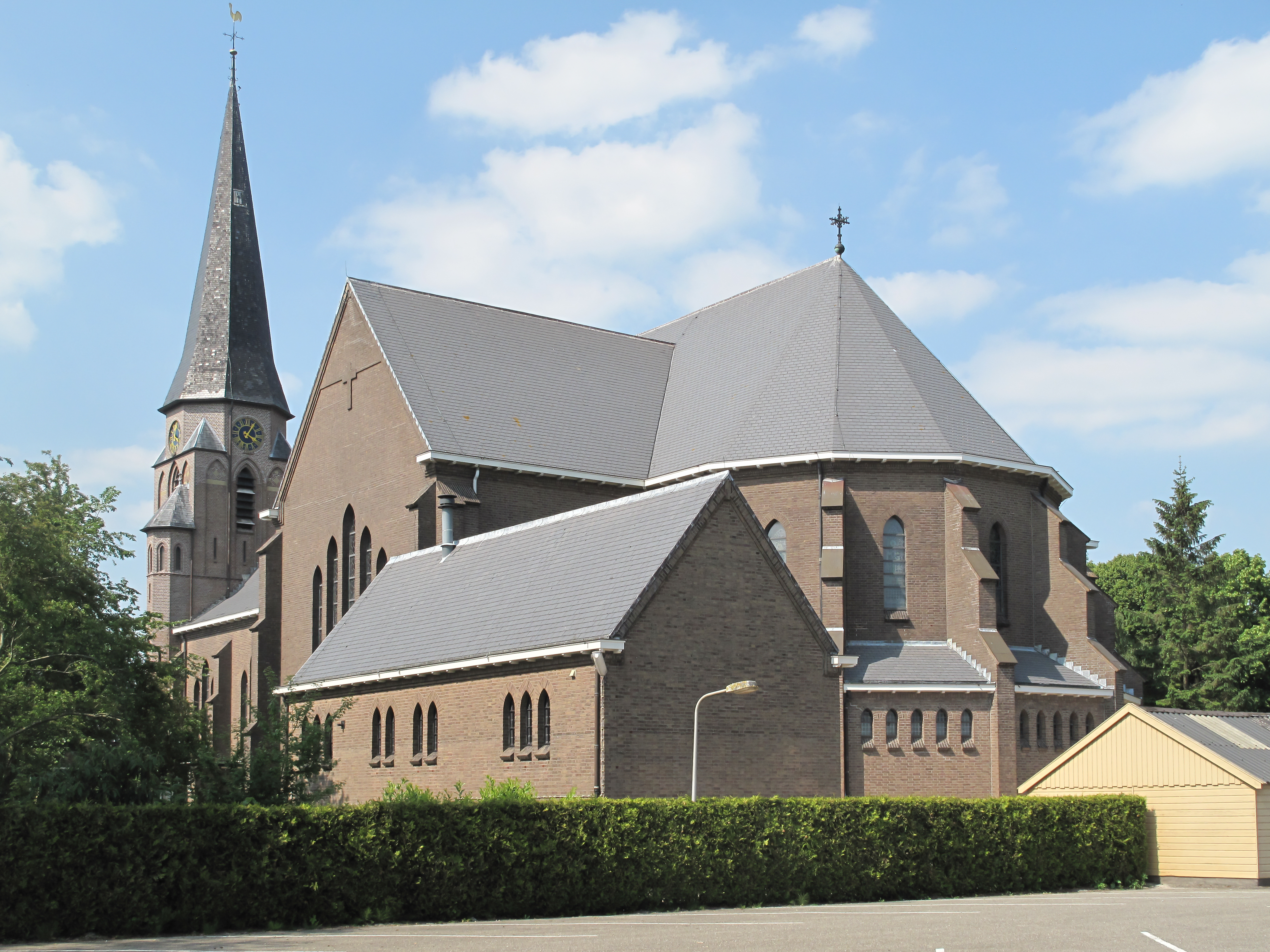
Sint-Franciscuskerk
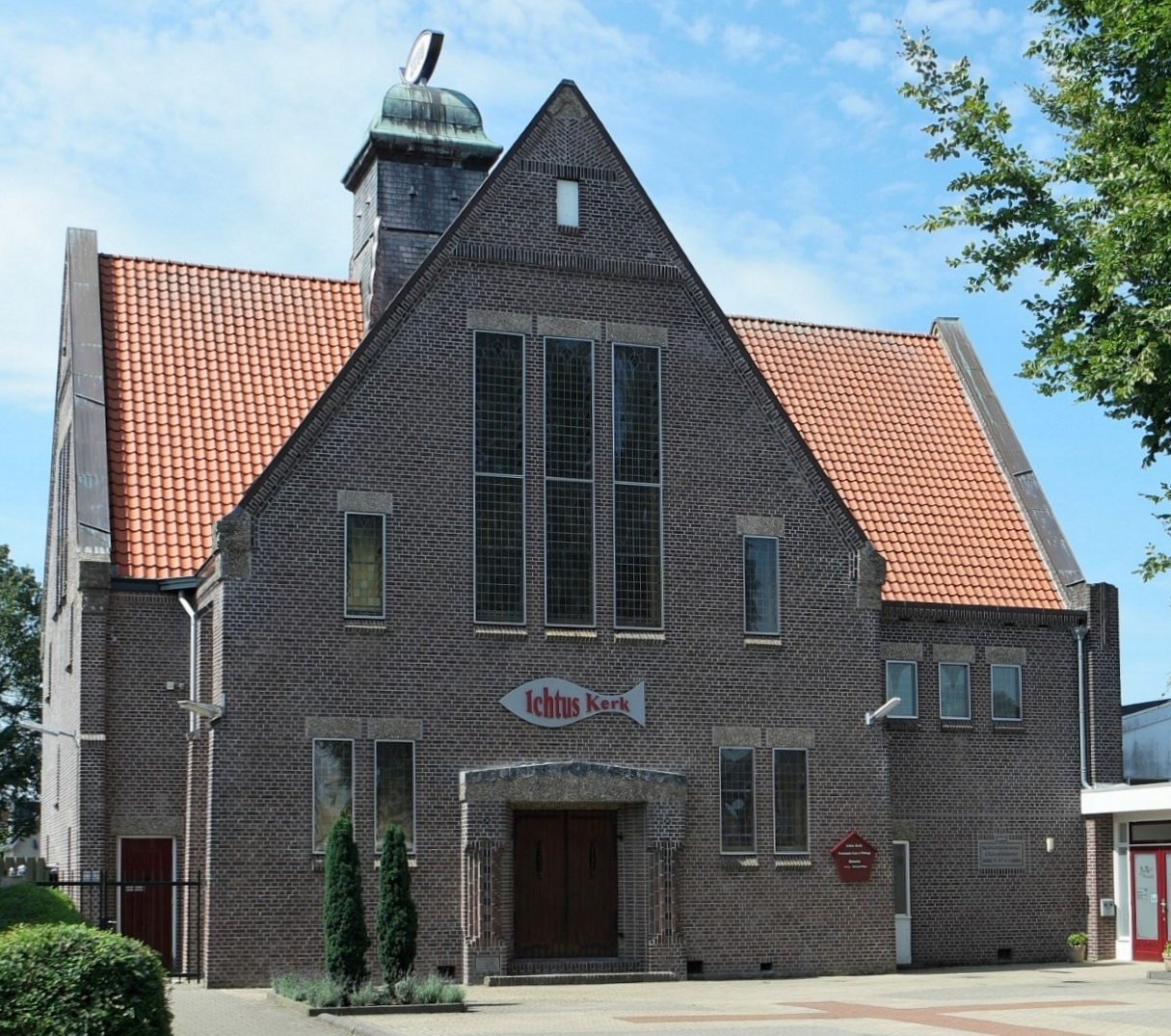
Ichtuskerk
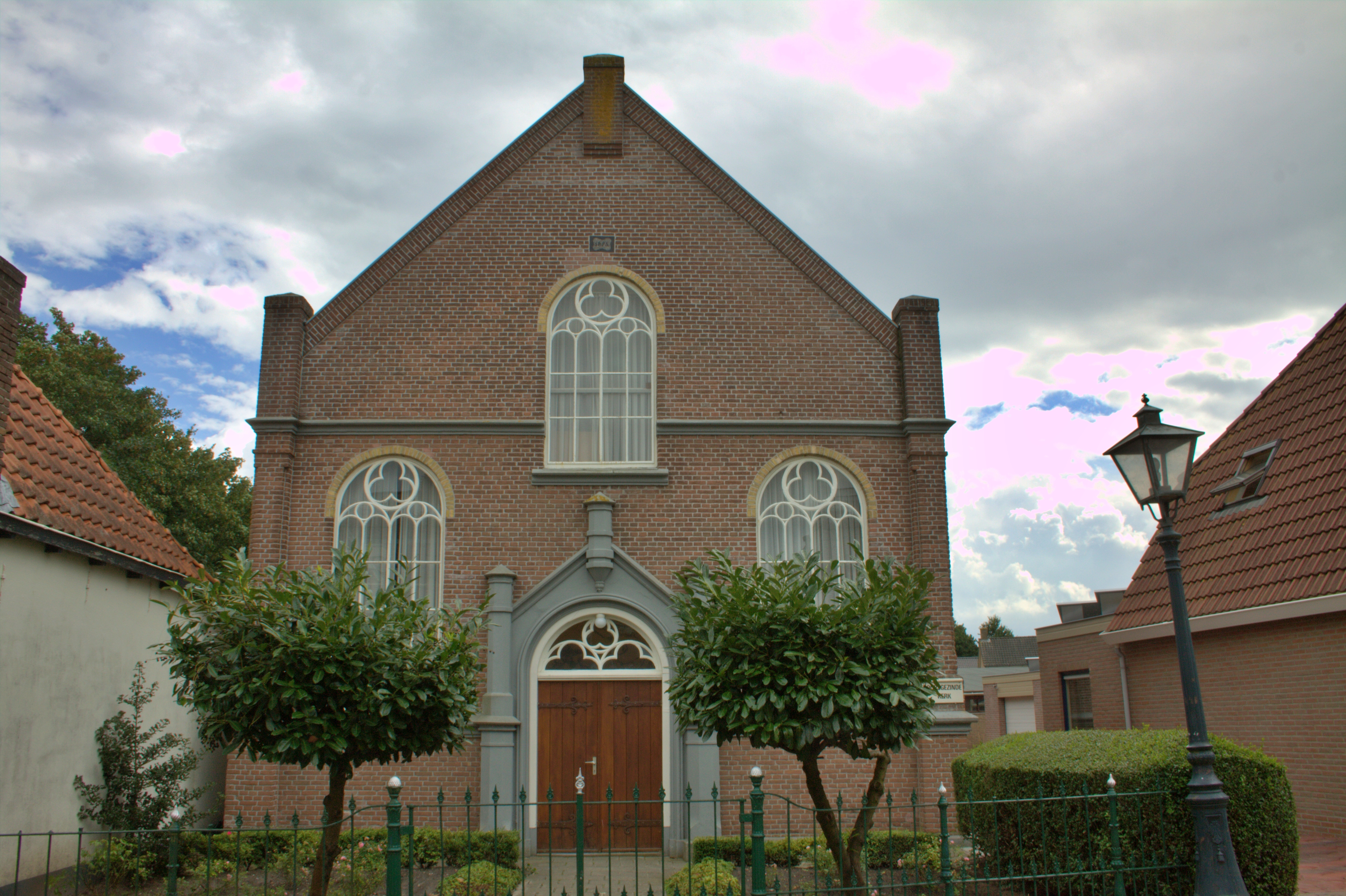
Doopsgezinde kerk

## Wonen

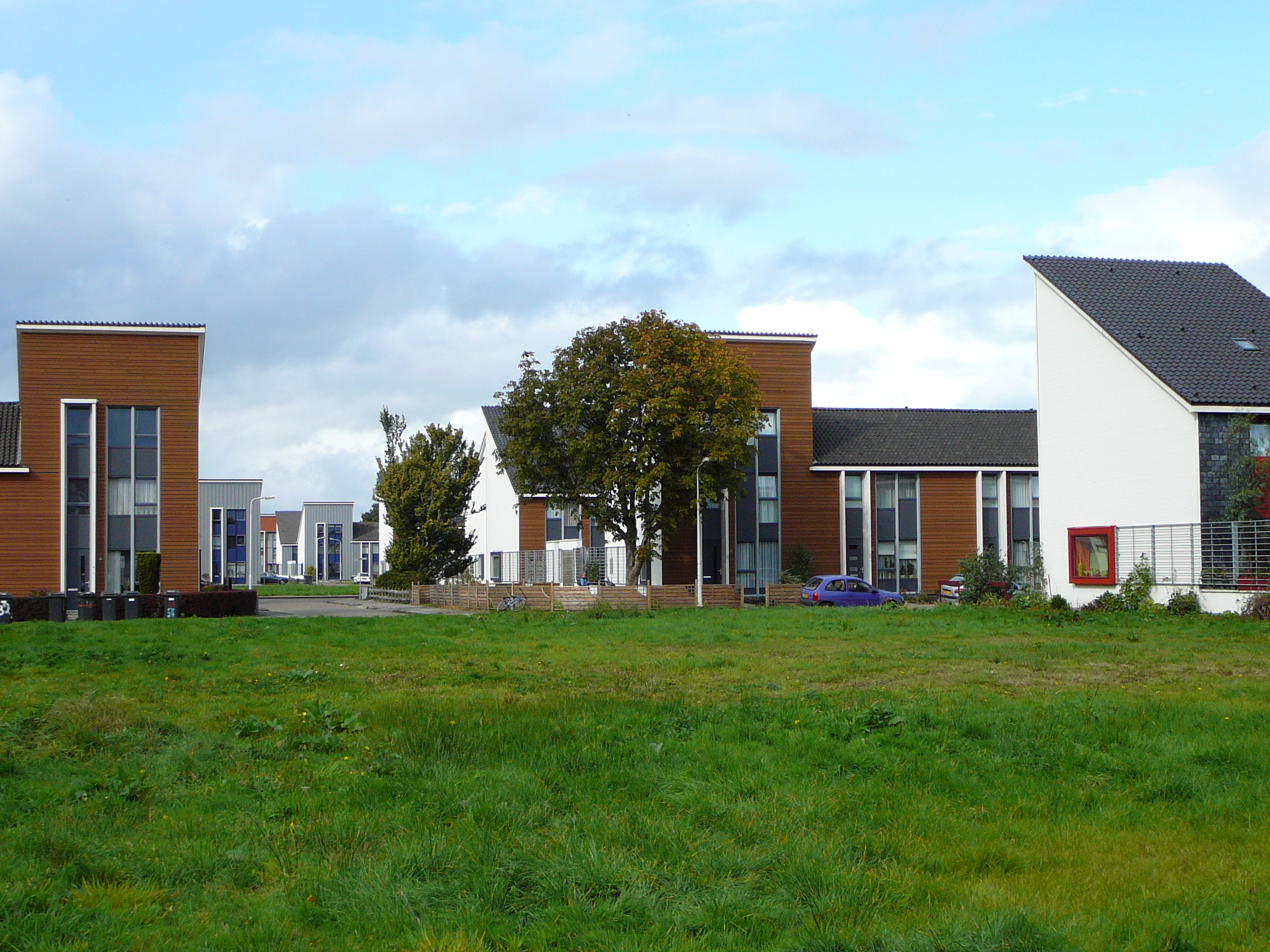
De geherstructureerde Martinibuurt waarbij de woningen met uiteenlopende materialen zijn gerenoveerd

Na de Tweede Wereldoorlog is het woningbestand van Wolvega sterk uitgebreid. Vooral aan de zuid- en westzijde van het dorp zijn diverse woonwijken tot stand gekomen. Nabij het centrum vond vooral sociale woningbouw plaats, richting het buitengebied zijn voornamelijk koopwoningen gebouwd. In de jaren negentig kwam er midden in het dorp een woonwijk tot stand op de locatie van de oude drafbaan. Later volgden nieuwbouwprojecten ter hoogte van het vroegere buitenbad en een nabijgelegen middelbare school. Ook aan de oostzijde van het winkelcentrum ontstonden een groot aantal inbreidingslocaties, onder andere ter hoogte van het voormalige marktplein, enkele oude bedrijfspanden en twee oude supermarktlocaties. Op deze plaatsen verrezen voornamelijk appartementencomplexen. De hoogbouw sluit goed aan bij het nabijgelegen nieuwe gemeentehuis dat acht verdiepingen telt. Deze reconstructie van de oostzijde van het centrum is inmiddels afgerond.
Vanaf het begin van de 21e eeuw wordt een groot deel van de huurwoningen uit de jaren zestig opgeknapt. De eentonige bouwblokken en de verwaarloosde openbare ruimte worden hierbij getransformeerd tot een open wijk met veel diversiteit. Vrijwel tegelijkertijd is men aan de oostzijde van het dorp begonnen met de bouw van de Lindewijk, een grote woonwijk. Hiervoor wordt vrijwel het gehele gebied tussen de spoorlijn en de A32 opgevuld met woningen, groen en water. Volgens het plan komen er zo'n 650 woningen in de wijk en wordt het kenmerkende landschap van de Lindevallei de wijk ingetrokken. Er is een basisschool gebouwd en een ruim recreatieterrein met zwemplas en strand aangelegd.

## Economie

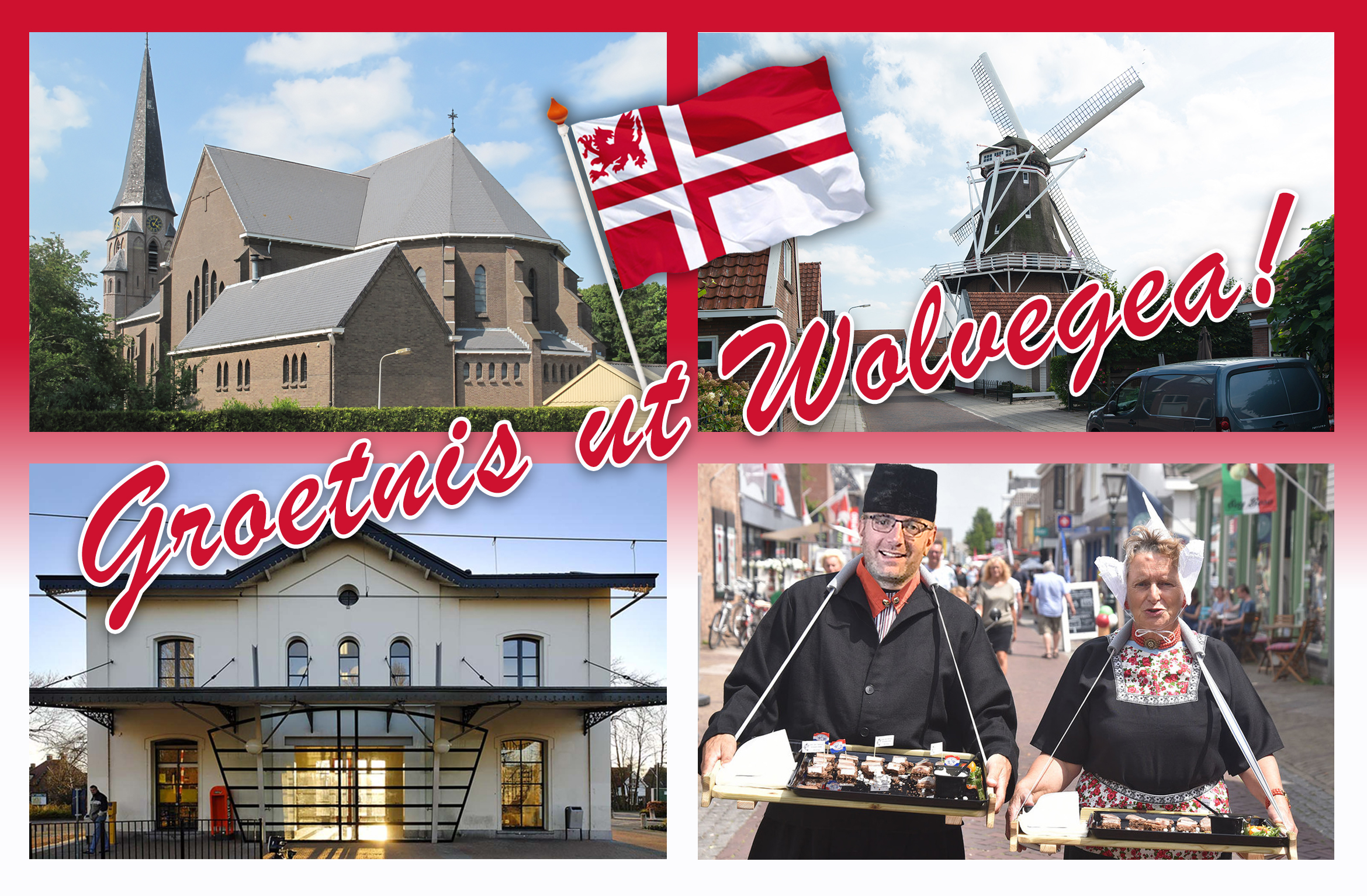
Ansichtkaart van Wolvega met Station Wolvega, de molen Windlust, Sint-Franciscuskerk (Wolvega) en een haringparty in de winkelstraat.

Wolvega is een dorp in een agrarische omgeving gelegen tussen de rivieren Linde (Lende) en Tjonger (Kuinder). Later werd ook de handel in turf een belangrijke bron van inkomsten. Nadat turf als brandstof steeds meer werd vervangen door steenkool, olie en gas trok het dorp steeds meer industrie aan. Inmiddels kent Wolvega drie grote bedrijventerreinen, waar de N351 als rondweg Om den Noort tussendoor slingert.
Het oudste van deze terreinen ligt rond de Schipsloot en is in de loop der jaren steeds verder uitgebreid. Dat deed de openbare ruimte niet veel goed en er kwamen steeds meer panden leeg te staan. In 2004 is het bedrijventerrein daarom gerevitaliseerd tot een overzichtelijk gebied met veel groen. Op dit moment bevinden zich aan de Schipsloot zo'n zestig bedrijven die voor ruim 650 mensen werkgelegenheid bieden. Aan de westzijde wordt inmiddels gewerkt aan de uitbreiding van het terrein. Aan de oostzijde van de Schipsloot, tussen de spoorlijn en de oude weg naar Heerenveen, ligt bedrijventerrein Heerendeel. Tussen de Heerenveenseweg en de A32 ligt ten slotte het bedrijventerrein De Plantage. Hier is voornamelijk plaats voor kantoren en dienstverlenende bedrijven.
Bekende bedrijven gevestigd in Wolvega zijn onder meer spuitbussen fabrikant European Aerosols, carrosseriefabriek Heiwo, een zuivelfabriek van FrieslandCampina en meubel- en keukenboulevard Home Center.

## Voorzieningen
Als hoofdplaats van de gemeente Weststellingwerf heeft Wolvega een belangrijke centrumfunctie voor de regio. In het centrum zijn verschillende supermarkten en een groot aantal andere winkels te vinden. Het centrum trekt een relatief groot aantal winkels van zelfstandig ondernemers, de meeste niet behorend tot landelijke ketens. Daarnaast is de grootste woonboulevard van Noord-Nederland aan de rand van het dorp gevestigd. 

### Horeca & culinair
Wolvega heeft diverse cafés, lunchrooms en restaurants (waaronder het in 2023 met een Michelinster onderscheiden restaurant Smink) die onder andere geconcentreerd zijn rond het Centrumplein.
Wolvega kent verschillende streekproducten, waaronder de blauwschimmelkaas Bleu de Wolvega en Stellingwerver moppen (koekjes), naast de typisch Friese specialiteiten die ook in Wolvega verkrijgbaar zijn.

### Cultuur
Aan het Griffioenpark zijn naast het gemeentehuis van Weststellingwerf ook een openbare bibliotheek en de Oudheidskamer gevestigd. Wolvega kent verder Museum 't Kiekhuus als plek om de geschiedenis te beleven. 
De gemeente Weststellingwerf heeft de monumentale Kerk op de Hoogte per 1 januari 2025 aangekocht om deze om te vormen tot theater.
Wolvega heeft meerdere muziek- en zangverenigingen, waaronder De Harmonie Wolvega en brassband Euphonia.

### Gezondheidszorg
Er zijn diverse huis- en tandartspraktijken in het dorp, evenals apotheken. Wolvega heeft een groot aanbod aan verpleeg- en verzorgingshuizen, zoals Lindestede, Berkenstede en Sickengaoord. Het dichtstbijzijnde ziekenhuis is Tjongerschans in Heerenveen.

### Sport & recreatie
Op het gebied van sport is er een ruim aanbod aan sportverenigingen en -voorzieningen, waaronder het gemeentelijk zwembad De Steense, voetbalvelden, tennisbanen, een skeeler- ijsbaan en verschillende sportzalen. Daarnaast kent Wolvega het modernste drafsportcentrum van Nederland (Drafbaan Victoria Park). Hier worden naast Duindigt de meeste professionele wedstrijden, waar gewed kan worden, gehouden.
Openwaterzwemmen kan in de Vlinderplas in de Lindewijk, waar de waterkwaliteit wordt gecontroleerd. In de rivier de Linde die ten zuiden van Wolvega stroomt wordt gekanoëd.

### Nieuws & media
De lokale abonnementskrant de Stellingwerf, uitgegeven door Mediahuis Noord, voorziet inwoners op papier en online van nieuws en achtergronden over Wolvega en de gemeente Weststellingwerf. De krant komt uit op donderdagen.
Daarnaast is er een gratis, wekelijkse huis-aan-huis editie (dinsdagen) van de Stellingwerf met daarin kort nieuws en gemeenteberichten. Specifiek voor Wolvega verschijnt ieder kwartaal het Wolvegram magazine.
Radio Weststellingwerf Centraal is sinds 1981 de plaatselijke lokale omroep.

## Demografie
| Jaar | Aantal inwoners |
| ---- | --------------- |
| 1954 | 5.555           |
| 1959 | 6.162           |
| 1964 | 7.591           |
| 1969 | 9.097           |
| 1973 | 10.346          |
| 2004 | 12.150          |
| 2009 | 12.581          |
| 2014 | 12.624          |
| 2019 | 12.950          |
| 2021 | 13.090          |
| 2023 | 13.355          |
| 2025 | 13.712          |

## Onderwijs

### Basisonderwijs
- Openbaar: Dorpsschool, Heidepolle, OBS Zuid, Tuindorpschool.
- Rooms-katholiek: Mgr. J Scholtensschool (jenaplan), St. Franciscusschool (jenaplan)
- Protestants/christelijk:  CBS De Adelaar, CBS De Wegwijzer

### Voortgezet onderwijs
- Linde College - Leerwegondersteunend onderwijs, vmbo, havo en vwo
- Terra Wolvega - vmbo-groen

Het Terra is gevestigd in de voormalige locatie van het Linde College aan de Paulus Potterstraat. De huidige locatie van het Linde College aan de Drafsportlaan is na de zomer van 1998 geopend. Deze locatie is gebouwd in de vorm van een hoefijzer en bevindt zich pal naast het Drafsportcentrum.
Het Bornego College, voorheen Christelijke School Wolvega, was van 1994 tot de zomer van 2003 gevestigd in Wolvega. Deze school voor vmbo en havo werd gesloten wegens een gebrek aan leerlingen en het gebouw aan de Sportlaan is enige jaren gebruikt als noodgebouw voor de basisscholen in Wolvega. Vanaf 2015 diende het als opvang voor asielzoekers en in 2018 is het gesloopt. De locatie is bestemd voor nieuwbouwwoningen.

### Speciaal onderwijs
- SBO De Triade

## Bereikbaarheid
De belangrijkste verbindingen:

### Wegennet
Wolvega is gegroeid door de ligging aan een kruispunt van wegen en de aanwezigheid van een station. Het steeds drukker wordende wegennet deed het dorp en ook de andere plaatsen aan de rijksstraatweg tussen Zwolle en Leeuwarden geen goed. In de jaren tachtig is daarom begonnen met de aanleg van de A32. Deze verbindt het dorp met Heerenveen en Leeuwarden enerzijds, en Steenwijk, Meppel en Zwolle anderzijds. Het gedeelte tussen Ter Idzard (ten noorden van Wolvega) en Steenwijk Noord kwam in 1988 gereed. Hiermee verdween de belangrijkste verkeersstroom uit het centrum van Wolvega. De steeds drukker wordende oost-westroute door het dorp, de huidige N351 is inmiddels tweemaal richting het noorden opgeschoven en loopt nu vrijwel geheel om het dorp heen. Deze provinciale weg loopt van Urk en Emmeloord naar Oosterwolde.

### Spoorwegen

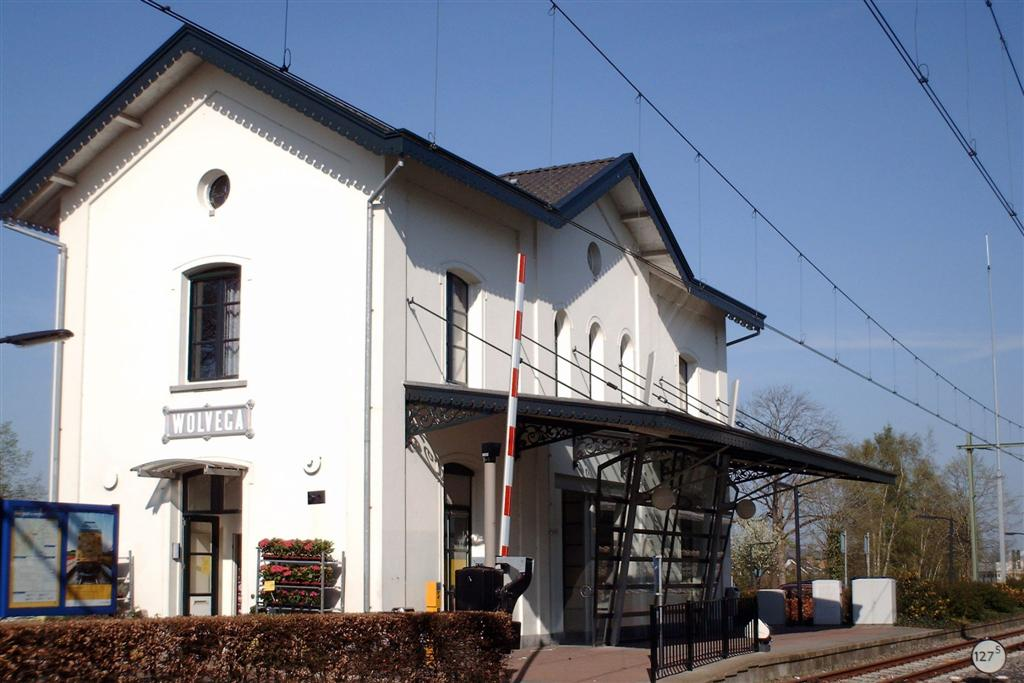
Het station van Wolvega

Van maandag tot en met vrijdag rijdt tot 20:30 uur twee keer per uur een sprinter tussen Leeuwarden en Lelystad Centrum. Na 20:30 en in het weekend is dit één keer per uur. Wolvega heeft daarmee directe verbindingen met Leeuwarden, Grou, Akkrum, Heerenveen, Steenwijk, Meppel, Zwolle, Kampen, Dronten en Lelystad.

### Busvervoer
Qbuzz rijdt met lijnbussen van en naar omliggende plaatsen.
- Lijn 16 rijdt van maandag t/m vrijdag in een uurdienst van en naar Oosterwolde via Oldeholtpade, Oldeberkoop, Nijeberkoop en Makkinga.
- Lijn 17 rijdt van maandag t/m vrijdag in een uurdienst van en naar Heerenveen via Oudeschoot enerzijds en Noordwolde via De Blesse en Steggerda anderzijds.
- Lijn 108 is een buurtbuslijn en rijdt van maandag t/m vrijdag in een uurdienst in een ring om de dorpen ten westen van Wolvega, waaronder Scherpenzeel en Langelille. In de ochtend- en middagspits rijdt de bus na station Wolvega door naar het Linde College, behalve in de vakanties. Deze lijn wordt gereden door vrijwilligers van buurtbusvereniging "De Westhoek".
- Lijn 217 is flexBuzz en rijdt van Wolvega via De Blesse en Noordwolde naar Steenwijk in de avonduren en op zaterdag. De haltes tussen Wolvega en Noordwolde worden alleen op verzoek bediend.

## Bekende personen afkomstig uit Wolvega
- Peter Hiemstra (1954), beeldhouwer, keramist
- Geert Kuiper (5 juli 1960), schaatser
- Herman Hofstee (17 juli 1963), atleet
- Monique Knol (31 maart 1964), wielrenner